# Susan Sullivan
Susan Michaela Sullivan (New York, 18 novembre 1942) è un'attrice statunitense, nota per il ruolo di Maggie Gioberti nella soap opera Falcon Crest, per quello di Kitty Montgomery nella serie televisiva Dharma & Greg e di Martha Rodgers nella serie televisiva Castle.

## Biografia
È nata a New York il 18 novembre 1942. Ha frequentato la Hofstra University di New York ed ha esordito a Broadway nel 1960 nella commedia Jimmy Shine, insieme a Dustin Hoffman. Nel 1969 ottiene un contratto con la Universal Studios. Dal 1971 al 1976 partecipa alla soap Destini. Nel 1977 prende parte all'episodio pilota de L'incredibile Hulk, nei panni della dottoressa Elaina Marks. Nel 1980 interpreta il ruolo Loid Adams nella sitcom Nancy, Sonny & Co., ma raggiunge la notorietà solo l'anno successivo quando ottiene il ruolo di Maggie Gioberti nella soap opera Falcon Crest, grazie alla quale si aggiudica la nomination ai Soap Opera Digest Awards per tre volte. Nel 1997 recita nel film Il matrimonio del mio migliore amico nel ruolo di Isabelle Wallace, madre di Kimmy (Cameron Diaz).
Nello stesso anno partecipa alla sitcom Dharma & Greg come Kitty Montgomery, fino al 2002. 
Appare anche come guest star in serie TV, quali Due uomini e mezzo e Joan of Arcadia.
Dal 2009 al 2016 ha interpretato il ruolo di Martha Rodger, la madre del protagonista, nella serie TV Castle.

## Filmografia

### Attrice

#### Cinema
- Il matrimonio del mio migliore amico (My Best Friend's Wedding), regia di P. J. Hogan (1997)
- Show & Tell, regia di Dean Pollack (1998)
- Puzzled, regia di Toska Musk (2001)

#### Televisione
- A World Apart – soap opera, 1 episodio (1971)
- Destini (Another World) – soap opera, 114 episodi (1971-1976)
- Medical Center – serie TV, 1 episodio (1975)
- S.W.A.T. – serie TV, 1 episodio (1975)
- Petrocelli – serie TV, 1 episodio (1975)
- Kojak – serie TV, 1 episodio 3x24 (1976)
- L'incredibile Hulk (The Incredible Hulk) – serie TV, episodio 1x01 (1977)
- Saremo famosi (The Comedy Company), regia di Lee Philips - film TV (1978)
- Julie Farr, M.D. – serie TV, 7 episodi (1978)
- Love Boat (The Love Boat) – serie TV, 1 episodio (1979)
- Nancy, Sonny & Co. (It's a Living) – serie TV, 13 episodi (1980-1981)
- Falcon Crest – soap opera, 207 episodi (1981-1989)
- Dharma & Greg – serie TV, 119 episodi (1997-2002)
- Dead Like Me – serie TV, episodio 1x10 (2003)
- Joan of Arcadia – serie TV, episodio 1x22 (2004)
- Giudice Amy (Judging Amy) – serie TV, 2 episodi (2005)
- Hope & Faith – serie TV, 4 episodi (2005-2006)
- Due uomini e mezzo (Two and a Half Men) – serie TV, episodio 4x11 (2006)
- The Nine – serie TV, 7 episodi (2006-2007)
- Brothers & Sisters - Segreti di famiglia (Brothers & Sisters) – serie TV, episodio 1x19 (2007)
- Castle - Detective tra le righe (Castle) – serie TV, 173 episodi (2009-2016)
- The Real O'Neals – serie TV, episodio 2x16 (2017)
- Il metodo Kominsky (The Kominsky Method) – serie TV, 6 episodi (2018)
- L'uomo di casa (Last Man Standing) – serie TV, episodio 7x06 (2018)

### Doppiatrice
- Big Hero 6 - La serie (Big Hero 6: The Series) – serie animata, 2 episodi (2017-2018)

## Doppiatrici italiane
Nelle versioni in italiano dei suoi lavori, Susan Sullivan è stata doppiata da:
- Angiola Baggi e Alba Cardilli in Falcon Crest
- Lorenza Biella in Dharma & Greg, Brothers & Sisters - Segreti di famiglia, The Nine, Castle - Detective tra le righe, L'uomo di casa
- Cristina Dian ne Il matrimonio del mio migliore amico
- Stefania Romagnoli in Due uomini e mezzo
- Graziella Polesinanti ne Il metodo Kominsky

Da doppiatrice è sostituita da:
- Franca D'Amato in Big Hero 6: La serie